# Communay
Communay és un municipi francès situat al departament del Roine i a la regió d'Alvèrnia-Roine-Alps. L'any 2007 tenia 3.918 habitants.

## Demografia

### Població
El 2007 la població de fet de Communay era de 3.918 persones. Hi havia 1.355 famílies de les quals 208 eren unipersonals (84 homes vivint sols i 124 dones vivint soles), 400 parelles sense fills, 635 parelles amb fills i 112 famílies monoparentals amb fills.
La població ha evolucionat segons el següent gràfic:
Habitants censats

### Habitatges
El 2007 hi havia 1.425 habitatges, 1.383 eren l'habitatge principal de la família, 6 eren segones residències i 36 estaven desocupats. 1.241 eren cases i 178 eren apartaments. Dels 1.383 habitatges principals, 1.136 estaven ocupats pels seus propietaris, 221 estaven llogats i ocupats pels llogaters i 27 estaven cedits a títol gratuït; 9 tenien una cambra, 71 en tenien dues, 122 en tenien tres, 374 en tenien quatre i 808 en tenien cinc o més. 1.214 habitatges disposaven pel capbaix d'una plaça de pàrquing. A 434 habitatges hi havia un automòbil i a 873 n'hi havia dos o més.

### Piràmide de població
La piràmide de població per edats i sexe el 2009 era:
| Homes | Edats   | Dones |
| ----- | ------- | ----- |
| 4     | 95 o +  | 0     |
| 0     | 90 a 94 | 16    |
| 24    | 85 a 89 | 16    |
| 12    | 80 a 84 | 20    |
| 28    | 75 a 79 | 44    |
| 32    | 70 a 74 | 32    |
| 60    | 65 a 69 | 44    |
| 104   | 60 a 64 | 92    |
| 132   | 55 a 59 | 100   |
| 132   | 50 a 54 | 124   |
| 156   | 45 a 49 | 192   |
| 148   | 40 a 44 | 156   |
| 208   | 35 a 39 | 212   |
| 108   | 30 a 34 | 140   |
| 96    | 25 a 29 | 84    |
| 88    | 20 a 24 | 80    |
| 156   | 15 a 19 | 156   |
| 152   | 10 a 14 | 168   |
| 200   | 5 a 9   | 172   |
| 108   | 0 a 4   | 84    |

## Economia
El 2007 la població en edat de treballar era de 2.656 persones, 1.908 eren actives i 748 eren inactives. De les 1.908 persones actives 1.819 estaven ocupades (943 homes i 876 dones) i 89 estaven aturades (49 homes i 40 dones). De les 748 persones inactives 250 estaven jubilades, 341 estaven estudiant i 157 estaven classificades com a «altres inactius».

### Ingressos
El 2009 a Communay hi havia 1.413 unitats fiscals que integraven 4.053 persones, la mediana anual d'ingressos fiscals per persona era de 23.810,5 €.

### Activitats econòmiques
Dels 153 establiments que hi havia el 2007, 2 eren d'empreses extractives, 1 d'una empresa alimentària, 7 d'empreses de fabricació d'altres productes industrials, 31 d'empreses de construcció, 29 d'empreses de comerç i reparació d'automòbils, 8 d'empreses de transport, 4 d'empreses d'hostatgeria i restauració, 3 d'empreses d'informació i comunicació, 8 d'empreses financeres, 12 d'empreses immobiliàries, 20 d'empreses de serveis, 20 d'entitats de l'administració pública i 8 d'empreses classificades com a «altres activitats de serveis».
Dels 45 establiments de servei als particulars que hi havia el 2009, 1 era una oficina de correu, 1 una oficina bancària, 3 tallers de reparació d'automòbils i de material agrícola, 1 establiment de lloguer de cotxes, 1 autoescola, 7 paletes, 4 guixaires pintors, 4 fusteries, 4 lampisteries, 8 electricistes, 1 empresa de construcció, 3 perruqueries, 1 veterinari, 2 restaurants, 3 agències immobiliàries i 1 saló de bellesa.
Dels 7 establiments comercials que hi havia el 2009, 1 era una botiga de més de 120 m², 1 una fleca, 2 carnisseries, 1 una llibreria, 1 una botiga d'equipament de la llar i 1 una floristeria.
L'any 2000 a Communay hi havia 26 explotacions agrícoles que ocupaven un total de 490 hectàrees.

## Equipaments sanitaris i escolars
L'únic equipament sanitari que hi havia el 2009 era una farmàcia.
El 2009 hi havia 1 escola maternal i 1 escola elemental. Communay disposava d'un col·legi d'educació secundària amb 550 alumnes.

## Poblacions més properes
El següent diagrama mostra les poblacions més properes.